# Marek Chmielewski (duchowny)
Marek Chmielewski (ur. 6 maja 1959 w Zofiówce) – polski duchowny katolicki, kapłan diecezji radomskiej, kanonik gremialny i sekretarz Kapituły Ostrobramskiej w Skarżysku-Kamiennej, profesor nauk teologicznych, profesor nadzwyczajny Katolickiego Uniwersytetu Lubelskiego Jana Pawła II, profesor wizytujący na Uniwersytecie Witolda Wielkiego.

## Życiorys
W 1983 ukończył studia teologiczne na KUL i przyjął święcenia kapłańskie. Doktorat obronił w 1990 (promotor: Walerian Słomka). Habilitował się w 2000. W 2016 otrzymał tytuł naukowy profesora nauk teologicznych.
Specjalizuje się w teologii duchowości i jej metodologii. Zajmował stanowiska: dyrektora Instytutu Teologii Duchowości KUL (2000-2006), przewodniczącego Komisji Stypendialnej KUL (2005-2015) oraz przewodniczącego Senackiej Komisji Dyscyplinarnej do spraw Studentów i Doktorantów tej uczelnie (2009-2012). Pełni funkcje: kierownika Katedry Duchowości Systematycznej i Praktycznej Katolickiego Uniwersytetu Lubelskiego Jana Pawła II, prodziekana Wydziału Teologii tego uniwersytetu (od 2005), prezesa Polskiego Stowarzyszenia Teologów Duchowości i wiceprezesa Fundacji Potulickiej (2013) oraz konsultora Komisji Duszpasterstwa Konferencji Episkopatu Polski (od 2021). Jest członkiem: Senatu KUL, Towarzystwa Naukowego KUL, Rady Naukowej dwumiesięcznika Życie Konsekrowane, Rady Naukowej Journal of Religious Science "Soter", zarządu Polskiego Towarzystwa Mariologicznego, a także członkiem rzeczywistym Lubelskiego Towarzystwa Naukowego, członkiem zwyczajnym Międzynarodowej Akademii Miłosierdzia Bożego oraz członkiem korespondentem Papieskiej Międzynarodowej Akademii Mariologicznej w Rzymie.
Od 2003 prowadzi nadawany w Radio Maryja i TV Trwam program o duchowości Duc in altum!.

## Nagrody i odznaczenia
- Srebrny Krzyż Zasługi (2001)
- Doktorat honoris causa Uniwersytetu Witolda Wielkiego (2013)
- Nagroda indywidualna II stopnia Rektora KUL (2002; za redakcję Leksykonu duchowości katolickiej)
- Nagroda Rektora KUL I stopnia (2015)

## Publikacje monograficzne
- 1992: Doświadczenie mistyczne Marceliny Darowskiej
- 1993: Polscy teologowie duchowości (wraz z Walerianem Słomką)
- 1996: Metodologiczne problemy posoborowej teologii duchowości katolickiej
- 2002: Myśli niewypowiedziane : wybór pomocy homiletycznych
- 2004: Vademecum duchowości katolickiej : 101 pytań o życie duchowe
- 2005: Duc in altum! : prelekcje o życiu duchowym wygłoszone w Radio Maryja i TV Trwam (2 I 2003 - 30 XII 2004)
- 2005: Recepta na świętość?
- 2007: Duc in altum! : prelekcje o życiu duchowym wygłoszone w Radio Maryja i TV Trwam (6 I 2005 - 11 I 2007). T. 2
- 2007: Poradnik doktoranta Wydziału Teologii KUL
- 2008: Nauczycielka, katechetka i mistyk - Maria Szymanowska : (1901-1983)
- 2010: Świadkowie męki Chrystusa : droga krzyżowa z Weroniką i Szymonem Cyrenejczykiem
- 2010: W szkole różańca świętego
- 2010: W szkole życia duchowego świętych : zbiór audycji "Duc in altum!" wygłoszonych w Radiu Maryja i Telewizji Trwam (18 I 2007 - 27 XII 2007). T. 3, Odcinki 208-257
- 2013: Duchowość według Jana Pawła II : studium na podstawie encyklik i adhortacji
- 2013: Świadkowie wiary
- 2015: Duchowość uczynków miłosierdzia : materiały duszpasterskie na Jubileuszowy Rok Miłosierdzia (8 XII 2015 - 20 XI 2016) (wraz z Januszem Królikowskim)
- 2015: Wielka księga duchowości katolickiej : audycje o życiu duchowym w Radio Maryja i TV Trwam "Duc in altum" : odcinki 1-570 (2 I 2003 - 26 XII 2013)
- 2016: ABC duchowości. Cz. 1